# Zoltán Fábri
Zoltán Fábri (Budapest, 15 d'octubre de 1917 - 23 d'agost de 1994) va ser un director i guionista de cinema hongarès. Les seves pel·lícules A Pál-utcai fiúk (1969) i Magyarok (1978) foren nominades a l'Oscar a la millor pel·lícula de parla no anglesa. La seva pel·lícula de 1965 Húsz óra va compartir el Gran Premi amb Guerra i pau al 4t Festival Internacional de Cinema de Moscou. La seva pel·lícula de 1969 Isten hozta, őrnagy úr! va entrar al 7è Festival Internacional de Cinema de Moscou. La seva pel·lícula de 1975 141 perc A befejezetlen mondatból va entrar al 9è Festival Internacional de Cinema de Moscou, on va guanyar un premi especial per la direcció.

## Vida i treballs
Fábri volia convertir-se en artista des de ben jove. Va estudiar pintura i es va graduar a l'Escola Hongaresa de Belles Arts. Va començar a treballar a la indústria cinematogràfica hongaresa el 1950 com a dissenyador de producció. Va dirigir la seva primera pel·lícula Vihar (Tempesta) el 1951. Es va convertir en un director de fama internacional amb el seu tercer llargmetratge Körhinta el 1956. Va continuar dirigint i escrivint fins a principis dels anys vuitanta. Després de la seva jubilació de la indústria cinematogràfica, Fábri va impartir classes a la Universitat Hongaresa d'Arts Teatrals i Cinematogràfiques. En els seus darrers anys va escriure guions; mai no es van representar. Fábri va ser també president de la Unió d'Artistes de Hongria de 1959 a 1981.
L'estil de realització de Fábri es pot qualificar principalment de "clàssic", mitjançant tècniques acadèmiques de filmació. Les seves majors influències van ser el neorealisme italià i el realisme poètic francès. Va experimentar amb tècniques narratives i de flashback durant els anys seixanta (a les seves pel·lícules Nappali sötétség i Húsz óra) i la seva pel·lícula de 1976 Az ötödik pecsét conté escenes altament surrealistes, però en general no va utilitzar mai els manerismes del cinema modernista a les seves obres. Per aquest motiu, el règim de Kádár va afavorir Fábri davant de directors més controvertits i experimentals com Miklós Jancsó. La pel·lícula va guanyar el Premi d'Or al 10è Festival Internacional de Cinema de Moscou i va entrar al 27è Festival Internacional de Cinema de Berlín.
A l'11è Festival Internacional de Cinema de Moscou, el 1979, va ser guardonat amb el premi d'Honor per la contribució al cinema.
Va ser conegut com un perfeccionista que va escriure, dibuixar i coreografiar cada escena fins al detall més precís mesos abans de començar la producció i mai no va improvisar res. La seva reputació de director rígid i tirànic es veia una mica contradita pel seu comportament amable envers els actors infantils britànics i nord-americans del plató d' A Pál-utcai fiúk.
Fábri va realitzar gairebé totes les seves pel·lícules basades en material literari (novel·les o narracions breus) i va escriure els guions ell mateix. El seu tema constant era la qüestió d'humanitat. Moltes de les seves pel·lícules estan ambientades a la Segona Guerra Mundial o entorn d'aquesta. Dos dels seus col·laboradors freqüents van ser l'actriu Mari Törőcsik i el director de fotografia György Illés. El 1969 va exercir el paper de l'estadista processat Zoltán Dániel en la sàtira de culte del seu amic Péter Bacsó A tanú en el seu únic paper d'interpretació.
Fábri va morir en un atac de cor als 76 anys el 1994. El seu successor legal és Peter Fabri (nascut el 1985).

## Filmografia
| Títol                                  | Any  | Director | Guionista | Disseny de producció | Actor |
| -------------------------------------- | ---- | -------- | --------- | -------------------- | ----- |
| Lúdas Matyi                            | 1950 | Yes      |           |                      |       |
| Déryné                                 | 1951 |          |           | Yes                  |       |
| Vihar                                  | 1951 | Yes      |           |                      |       |
| Erkel                                  | 1952 |          |           | Yes                  |       |
| Életjel                                | 1954 | Yes      |           |                      |       |
| Dandin György, avagy a megcsúfolt férj | 1955 |          |           | Yes                  |       |
| Körhinta                               | 1956 | Yes      | Yes       | Yes                  |       |
| Hannibál tanár úr                      | 1956 | Yes      | Yes       |                      |       |
| Bolond április                         | 1957 | Yes      |           | Yes                  |       |
| Édes Anna                              | 1958 | Yes      | Yes       | Yes                  |       |
| Dúvad                                  | 1961 | Yes      | Yes       |                      |       |
| Két félidő a pokolban                  | 1962 | Yes      | Yes       | Yes                  |       |
| Nappali sötétség                       | 1963 | Yes      | Yes       | Yes                  |       |
| Vízivárosi nyár                        | 1964 | Yes      |           |                      |       |
| Húsz óra                               | 1965 | Yes      |           |                      |       |
| Útószezon                              | 1966 | Yes      |           |                      |       |
| A Pál-utcai fiúk                       | 1969 | Yes      | Yes       |                      |       |
| Isten hozta, őrnagy úr!                | 1969 | Yes      | Yes       |                      |       |
| A tanú                                 | 1969 |          |           |                      | Yes   |
| Hangyayaboly                           | 1971 | Yes      | Yes       |                      |       |
| Plusz-mínusz egy nap                   | 1973 | Yes      | Yes       |                      |       |
| 141 perc a befejezetlen mondatból      | 1975 | Yes      |           |                      |       |
| Az ötödik pecsét                       | 1976 | Yes      | Yes       |                      |       |
| Magyarok                               | 1978 | Yes      | Yes       |                      |       |
| Fábián Bálint találkozása Istennel     | 1980 | Yes      | Yes       |                      |       |
| Requiem                                | 1981 | Yes      | Yes       |                      |       |
| Gyertek el a névnapomra                | 1983 | Yes      | Yes       |                      |       |